# Muscatine (Iowa)
Muscatine település az Amerikai Egyesült Államok Iowa államában, Muscatine megyében, melynek megyeszékhelye is. Lakosainak száma 23 797 fő (2020. április 1.).

## Népesség
A település népességének változása:

| 2010 | 22 886 |
| 2020 | 23 797 |